# 紅茸町
紅茸町（べにたけちょう）は、大阪府高槻市北部の地名。郵便番号は〒569-1109。人口は0人。（平成29年3月末、高槻市調べ）

## 地理
全域が高槻市の北部に位置する。紅茸町の区域は狭く、その殆どが紅茸山であり、弥生時代の居住跡が認められる他、紅茸山の西の一角に高槻市立第八中学校、東の一角に安満共同墓地が位置する。また、南東部から北西部に向けて名神高速道路が地区内を貫通しており、東部を大阪府道79号線が通る。北部から東側にかけて檜尾川が流れ、成合南の町、安満御所の町の境界となっている。西、南側は別所本町と接する。名神高速道路によって隔てられた紅茸町の北部には石材店の阿波忠兵衛がある。

## 歴史
紅茸町一帯に弥生時代後期の居住跡が発見されたほか、高槻市立第八中学校内に石室が保存されている。1890年より磐手村に属す。現在の町名は地区内の紅茸山に由来する。1968年（昭和43年）、大字安満と大字別所から分離して設置。1971年（昭和46年）には高槻市立第八中学校が開校。

## 施設
- 高槻市立第八中学校
- 安満共同墓地
- 阿波忠兵衛

## 校区
2022年（令和4年）4月現在、市立小・中学校に通う場合、校区は以下の通りとなる。
| 番・番地等 | 小学校             | 中学校             |
| ---------- | ------------------ | ------------------ |
| 全域       | 高槻市立磐手小学校 | 高槻市立第八中学校 |

## 交通
- 高槻市営バス上成合系統磐手校前
- 同上別所本町公園系統